# Anaplectoides brunneomedia
Anaplectoides brunneomedia är en fjärilsart som beskrevs av Mcdunnough 1946. Anaplectoides brunneomedia ingår i släktet Anaplectoides och familjen nattflyn. Inga underarter finns listade i Catalogue of Life.